# Азербайджан
Азербайджа́н, офіційно Азербайджа́нська Респу́бліка (азерб. Azərbaycan Respublikası) — держава на перетині Південно-східної Європи та Західної Азії, на узбережжі Каспійського моря. Межує на півночі з Росією, на заході з Вірменією, Грузією, Туреччиною, на півдні з Іраном. Країна є членом ООН, ГУАМ та СНД.

## Назва
Офіційна назва — Республіка Азербайджан (азерб. Azərbaycan Respublikası). Назва країни Азербайджан означає — земля вогнів, або країна вічного вогню, що може бути пов'язано із зороастрійськими храмами вогню в цьому регіоні. В античних грецьких і римських джерелах країна зветься Атропатеною. Існує версія, що назва країни походить від класичної перс. آذربایجان та виводиться від імені останнього ахеменідського сатрапа Мідії Атропата, який уперше в 320 році до нашої ери створив у північній частині Мідії незалежну державу. Топонім Атурпатакан утворений за допомогою середньоперського патронімічного суфікса -акан від власного імені Атурпат, що також означає захищений (святим) вогнем. Після завоювання Ірану Арабським халіфатом у VII—VIII столітті, топонім Атурпатакан під впливом арабської мови трансформувався в Адарбайджан (араб. آذربایجان).
Існує також теорія, що Азербайджан є отюрченою формою зарабізованої версії перського топоніма Âzarâbâdagân (Азар — вогонь; âbâdag — місце відправлення культу і суфікс множини), або країна вічного вогню, що може бути пов'язано із зороастрийськими храмами вогню в цьому регіоні.

## Географія

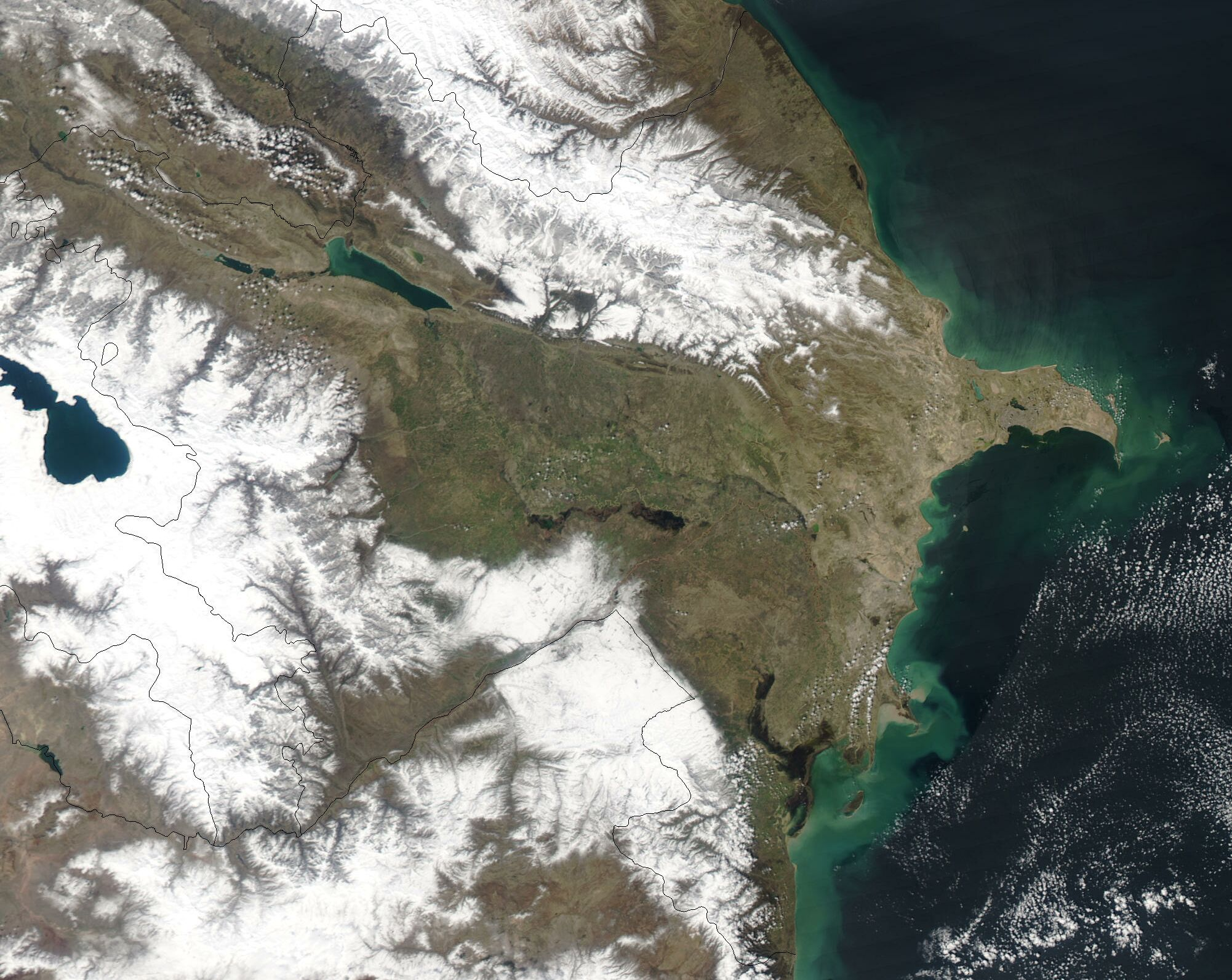
Супутниковий знімок території Азербайджану, березень 2003 року

Азербайджан розташований загалом у субтропічному поясі й витягнутий з північного заходу на південний схід у бік Каспійського моря. Азербайджан — гірська країна, де високі хребти і плоскогір'я поєднуються з рівнинами й низовинами. Близько 60 % всієї території займають гори, а 40 % — низовини (Куро-Араксинська низовина).
Територія Азербайджанської Республіки становить 86,6 тис. км², населення 9 494 000 осіб. За інформацією ООН, Азербайджанська Республіка займає 0,06 % території світу, питома частка у всесвітньому виробництві продукції та послуг становить 0,03 %, а у міжнародній торгівлі — 0,01 %.

### Рельєф
У рельєфі виділяють 5 частин:
- На півночі простяглися хребти Великого Кавказу — Головний Кавказький і Бічний з вершинами Базардюзю (4480 м), і Шахдаг (4250 м).
- На заході та південному заході гірська система Малого Кавказу із Шахдагським (гора Гіналдаг, 3373 м), Мровдагським (гора Гямиш, 3722 м), Східно-Севанським, Зангезурським (гора Капутджух, 3 906 м), Карабаським та Карабаським вулканічним нагір'ям.
- На південному-сході Ленкоранська гірська система — Талиські гори з висотами до 2500 м (гора Кьомюркьой, 2477 м).
- Між горами Великого і Малого Кавказу чверть площі держави займає Кура-Араксинська низовина, частина якої лежить нижче рівня океану (до −28 м). Поділяється на Ширванський, Карабаський, Мільський, Муганський і Сальянський степи.
- На узбережжі Каспійського моря розташовані Самур-Дівічинська (на північному сході) і Ленкоранська (на південному сході) низовини.

### Геологія та корисні копалини
Докладніше дивіться: Геологія Азербайджану, Сейсмічність Азербайджану.
Країна багата на корисні копалини. Є нафта (в основному на Апшеронському півострові та під дном Каспійського моря), газ, алуніти, залізна руда, мідь, поліметалеві руди, кам'яна сіль та інше. Понад 600 мінеральних джерел (найбільше відомі: Істісу типу «Карлові Вари», Бадамлинські типу «Нарзан», Сураханські). На схід від Гянджі розташоване єдине у світі родовище лікувальної нафти — Нафталан.

### Клімат
Клімат країни різноманітний, загалом субтропічний:
- На Куро-Араксинській низовині — сухий субтропічний (січень +1 °C, липень +26 °C; опадів 200—400 мм на рік).
- На Ленкоранській низовині — вологий субтропічний, з опадами 1400—1700 мм.
- У передгірських і гірських районах — помірний, помірно холодний і холодний (пересічна температура січня від 0 до −10 °C; липня — від +20 до +10 °C і нижче, опадів — від 400 до 1300 мм).

### Гідрологія
Країна малих гірських річок (понад 1000). Більшість з них належать басейну Кури. В Азербайджані протікають найбільші річки Кавказу — Кура з притоками Араксом (на кордоні з Іраном) і Алазані, які використовуються для зрошення і одержання гідроенергії. В Азербайджані налічується понад 250 озер, найбільші з них: Хаджікабюль (16 км²) і Беюкшор (10 км²).

### Ґрунти і рослинність
Ґрунти і рослинність різноманітні. У низовинах переважно сіроземи й лучні ґрунти, солончаки з напівпустельною та степовою рослинністю, вище, до 500 м, — каштанові; на схилах гір, до 2000—2200 м, — бурі гірсько-лісові з широколистяними лісами (бук, граб, дуб). Особливо розвинута лісова рослинність на південних схилах Головного Кавказького хребта. Вище 2000—2200 м — гірськолучні ґрунти й субальпійські та альпійські луки, яйлаги — літні пасовища. На Ленкоранській низовині жовтоземні субтропічні ґрунти, які використовують для вирощування чаю, цитрусових та ін. На схилах Талишу район вологих субтропіків. У широколистяних лісах зустрічаються релікти третинного часу (залізне дерево, дуб каштанолистий, дзелква, шовкова акація та ін.). В Азербайджані налічується понад 400 видів дерев і чагарників.

### Тваринний світ
Див. також: Список ссавців Азербайджану
Сучасна фауна країни налічує до 12 000 видів, з них безхребетних понад 10 тис., птахів 343, ссавців 92, прісноводних риб 88 видів тощо. У степах і напівпустелях, болотах, тугаях водяться численні гризуни, гієна, антилопа-джейран, вовк, шакал, дика свиня, наземні черепахи; в гірських лісах — бурий ведмідь, рись, сарна, олень, куниці, дятли. На Ленкоранській низовині багато водяних і чорних щурів, зустрічаються дика свиня, лісовий кіт, багато птахів. Колись тигр заходив з Ірану. У лісах Талишу — леопард, рись, борсук, у високогір'ях — дагестанська коза, сарна, грифи. Каспійське море багате на рибу. З цінних порід присутня білуга, севрюга, лосось, каспійські оселедці і тюлька, короп та інші. З ссавців у морі присутній лише каспійський тюлень.

## Історія

### XX століття
Азербайджан став незалежною республікою в 1918 році. Червона армія окупувала республіку в 1920 році. З 1936 року Азербайджан став окремою союзною республікою СРСР. Конфлікт із Вірменією з приводу Нагірного Карабаху викликав заворушення в 1988—1989 роках. Радянські війська були введені в Баку, щоб відновити порядок. У 1990 році введено надзвичайний стан. У 1991 році лідери Азербайджану підтримали путчистів у Москві (ДКНС). Після їхнього провалу Азербайджан оголосив себе незалежним. Було підписано і знову порушено перемир'я в Нагірному Карабасі, останній оголосив про свою незалежність. У грудні 1991 року Азербайджан увійшов до складу СНД. У 1992 році став членом ООН і приєднався до Конференції з безпеки співробітництва. Знову відновилася війна у Нагірному Карабасі. Президент Абульфаз Ельчибей поступився місцем колишньому лідерові Комуністичної партії Азербайджану Гейдару Алієву, а Сурет Гусейнов у 1993 році очолив уряд, став прем'єр міністром.

### Війна в Карабаху
У ході військового конфлікту, що почався в 1990-х між вірменами і азербайджанцями з питання приналежності Нагірного Карабаху, Вірменія за допомоги військ РФ окупувала Нагірний Карабах і прилеглі до нього сім районів: Агдам, Джебраїл, Фюзулі, Кяльбаджар, Лачин, Зангелан і Губадли. Через війну загинуло більше 25 тис. осіб. Близько мільйона азербайджанців стали біженцями і вимушеними переселенцями.
Рада Безпеки ООН у своїх резолюціях № 822 від 30 квітня 1993 року, № 853 від 29 липня 1993 року, № 874 від 14 жовтня 1993 року і № 884 від 12 листопада 1993 року засудила окупацію території Азербайджану. Рада Безпеки зажадала також негайного, повного і беззастережного виведення вірменських озброєних формувань з окупованих територій. Уже 12 травня 1994 року між Азербайджаном і Вірменією було підписано угоду про припинення вогню.
На окупованій території Нагірного Карабаху існувала невизнана Нагірно-Карабаська республіка, що мала тісні економічні та військово-політичні зв'язки з Вірменією. У самопроголошеній державі проживало 140 тис. осіб, переважно етнічних вірменів. Азербайджан в цей час домагався відновлення свого контролю над Нагірним Карабахом.
У вересні — жовтні 2020 року розпочався великомасштабний конфлікт високої інтенсивності між збройними силами Азербайджану і збройними формуваннями невизнаної Нагірно-Карабаської республіки, який став наймасштабнішим, тривалим і кровопролитним в регіоні з моменту закінчення Карабахської війни у 1994 році. Найбільш інтенсивні бойові дії велись на напрямі Гадрут — Джебраіл, у долині річки Аракс, яка служить природним кордоном між Азербайджаном і Іраном. Наступ азербайджанських військ з масштабним застосуванням авіації, бронетехніки, артилерії, ударних БПЛА почався вранці 27 вересня. Обидві сторони повідомляють про численні жертви серед військовослужбовців і мирного населення. 28 вересня 2020 року, у Вірменії і невизнаній Нагірно-Карабахської республіці оголосили військовий стан і загальну мобілізацію. На всій території Азербайджану також було оголошено військовий стан та часткову мобілізацію.
Станом на 22 жовтня 2020 року, південна зона безпеки невизнаної Нагірно-Карабахської республіки була повністю ліквідована. Азербайджанські війська зайняли село Агбенд, на кордоні Карабаху і власне території Вірменії. Це означає, що Азербайджан повністю звільнив всю лінію свого державного кордону з Іраном.
19 вересня 2023 року, Азербайджан почав військову операцію на території Нагірно-Карабаської республіки. Вже наступного дня, 20 вересня, керівництво Нагірно-Карабаської Республіки погодилось вивести військових, розформувати та повністю роззброїти формування армії оборони Нагірного Карабаху.
24 вересня 2023 року 120 тис. вірмен Карабаху планували виїхати до Вірменії, побоюючись етнічних чисток. Станом на 27 вересня, до Вірменії повернулася третина населення НКР (42,5 тис. осіб).
28 вересня, де-факто «влада» Нагірного Карабаху оголосила про припинення існування невизнаної республіки. Де-юре республіка припинила своє існування 1 січня 2024 року.

## Державний устрій

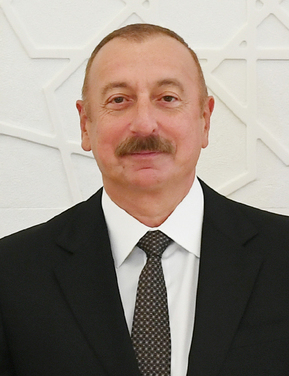
Ільхам Алієв, президент Азербайджану

Азербайджанська держава — демократична, правова, світська республіка, що розвивається на засадах економічних ринкових відносин. У Республіці державна влада обмежується у внутрішніх питаннях тільки правом, а в зовнішніх — тільки положеннями, що випливають з міжнародних договорів, учасником яких вона є.
Державна влада організується на основі принципу розподілу влади:
- Законодавчу владу здійснюють однопалатні Національні збори — Міллі-Меджліс (азерб. Milli Məclis) Азербайджанської Республіки, що складається зі 125 депутатів, які обираються на 5-річний термін.[12]
- Виконавча влада належить Президенту Азербайджанської Республіки. Посада введена у 1991 році. Президент обирається на загальних виборах таємним голосуванням на 5 років. Нинішній президент Азербайджану — Ільхам Алієв. Вищий орган виконавчої влади — Кабінет міністрів, що призначається президентом, а також затверджується Міллі-Меджлісом. Дії органів влади регламентуються Конституцією республіки, прийнятою на референдумі в листопаді 1995 року.
- Судову владу здійснюють суди. Законодавча, виконавча і судова влади взаємодіють відповідно до положень Конституції Азербайджанської Республіки і незалежні в межах своїх повноважень. Судова система країни загалом близька до тієї, що існувала в колишньому СРСР. Вищим судовим органом є Верховний суд, що обирається парламентом на п'ятирічний термін. До складу Суду входять палати з карних і цивільних справ. Судочинство здійснюють місцеві суди.

### Адміністративний поділ
Територіально Азербайджан поділяється на 59 районів (множина азерб. rayonlar, однина азерб. rayon), 11 міст (множина азерб. şəhərlər, однина азерб. şəhər) і 1 автономну республіку (азерб. muxtar respublika) — Нахічеванську Автономну Республіку. Автономія Нагірного Карабаху була офіційно ліквідована в 1991 році.

### Політичні партії
Після лютого 1988 року, коли почалася війна з Вірменією через Нагірний Карабах, на хвилі вірмено-азербайджанського конфлікту виникло кілька політичних партій і груп. Одночасно з розпадом СРСР стався крах Комуністичної партії Азербайджану. 14 вересня 1991 року на XXIII надзвичайному з'їзді була прийнята резолюція про її саморозпуск. Проте багато колишніх комуністів зберегли керівні посади в уряді, державних і місцевих органах влади. У 1992 році був ухвалений Закон про політичні партії. Зараз діють понад 30 партій. З 1995 року провідною політичною силою країни стала партія «Новий Азербайджан» під керівництвом Гейдара Алієва. Їй належить більшість місць у парламенті.

### Зовнішня політика

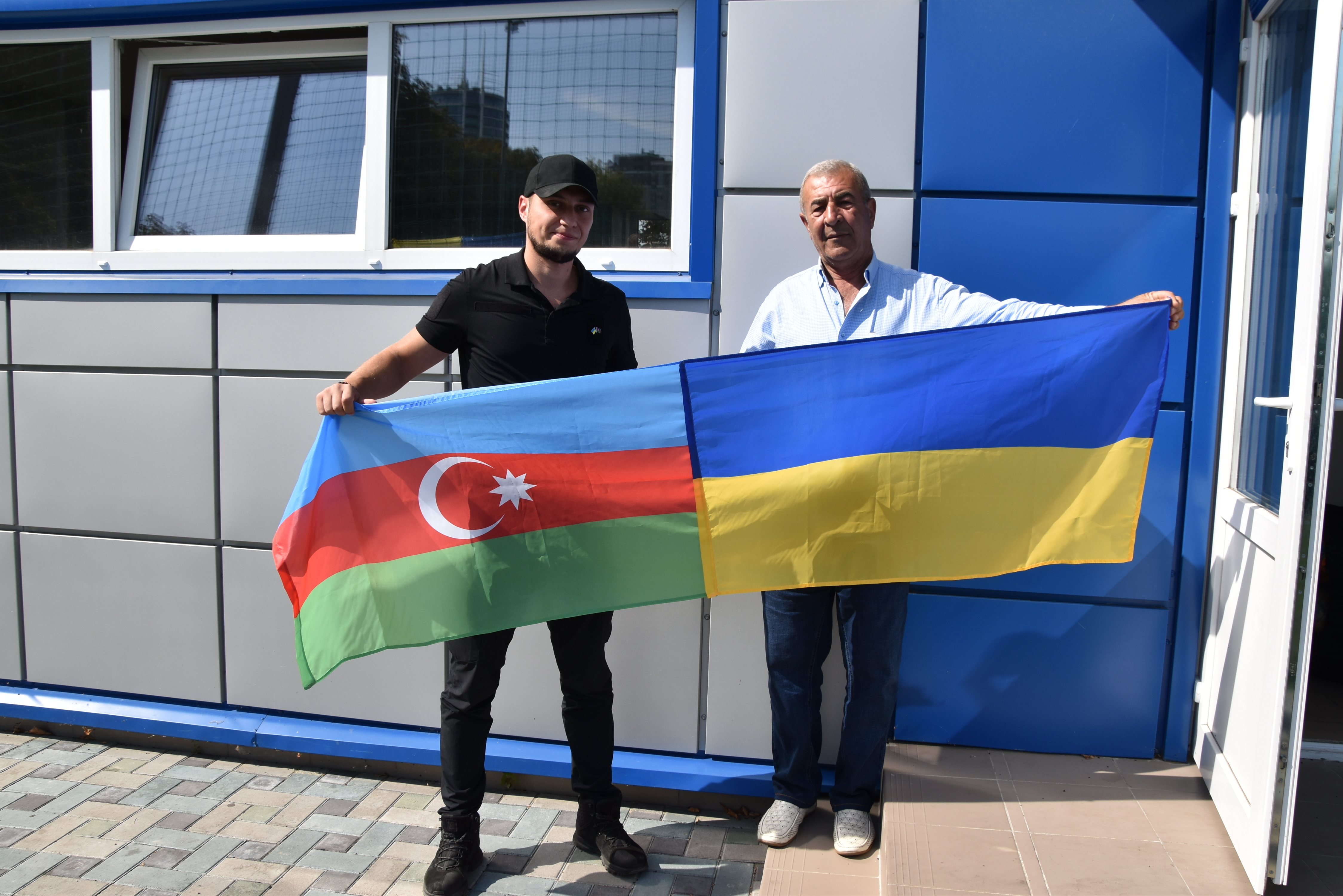
Представники азербайджанської діаспори в Києві з прапорами країн

Азербайджанська Республіка налагодила дипломатичні відносини зі 160 країнами світу. У столиці Азербайджану — Баку діють 38 посольств, 2 головні консульства, 12 представництв міжнародних організацій, 7 почесних консульств. У республіці також акредитовані керівники 43 дипломатичних представництва, резиденції яких розташовані в інших містах Азербайджану (Маммедьяров). Налагодження політико-дипломатичних та економічних відносин з країнами-членами цієї організації — Саудівською Аравією, Об'єднаними Арабськими Еміратами, Кувейтом, Катаром, Оманом та Бахрейном займає особливе місце у зовнішній політиці Азербайджану — в межах об'єднання ССАГПЗ (1981).
Основні дипломатичні відносини Азербайджан підтримує з Ізраїлем, Іраном, Казахстаном, США, Росією, Туреччиною, Італією. Азербайджан бере участь у багатьох світових і регіональних міжнародних організаціях:
- ООН
- ОБСЄ
- СНД
- Рух неприєднання
- ГУАМ
- Організація економічного співробітництва
- Організація чорноморського економічного співробітництва
- Організація ісламського співробітництва
- Тюркська рада
- Програма НАТО «Партнерство заради миру»

#### Відносини з Україною
Посол: Міщенко Олександр Павлович Надзвичайний і Повноважний Посол України в Азербайджанській Республіці.

## Економіка

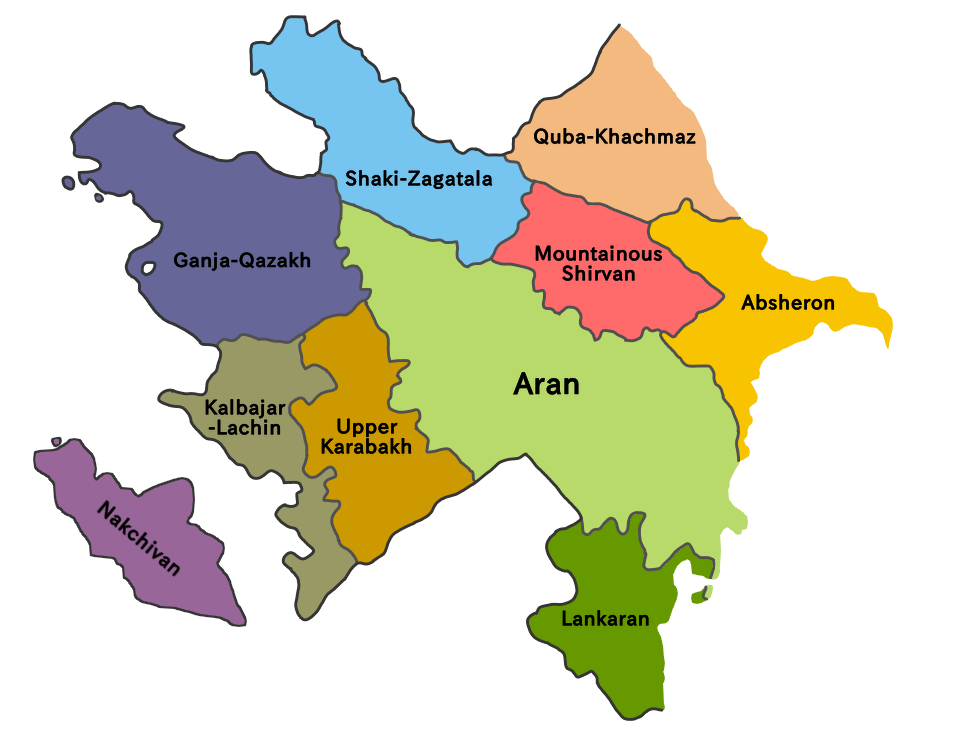
Економічні райони Азербайджану.

Після здобуття незалежності в 1991 році Азербайджан став членом Міжнародного валютного фонду, Світового банку, Європейського банку реконструкції та розвитку, Ісламського банку розвитку та Азійського банку розвитку. Банківська система Азербайджану складається з Центрального банку Азербайджану, комерційних банків і небанківських кредитних організацій. Національний (нині Центральний) банк створений в 1992 році на базі Азербайджанського державного Ощадбанку, філії колишнього Державного Ощадного банку СРСР. Центральний банк виступає в ролі центрального банку Азербайджану, уповноваженого видавати національну валюту, азербайджанський манат, і контролювати всі комерційні банки.
У 2008 році Азербайджан посів місце у десятці найкращих реформаторів згідно з рейтингом Світового банку Doing Business Report.
Азербайджан займає також 57-ме місце, сказано у Звіті з глобальної конкурентоспроможності на 2010—2011 роки, що вище інших країн СНД. До 2012 року ВВП Азербайджану виріс в 20 разів у порівнянні з його рівнем 1995 року.
Азербайджан — індустріально-аграрна держава, основний нафтогазовидобувний район Закавказзя. Основні галузі економіки: нафто- і газовидобувна, нафтопереробна, обладнання для нафтовидобутку, рудовидобувна, чорна і кольорова металургія, цементна, хімічна і нафтохімічна, текстильна, машинобудування (нафтопромислове обладнання, електронна, електротехнічна, приладобудівна, харчосмакова промисловість).
Дані Index of Economic Freedom, The Heritage Foundation, U.S.A.:
- ВВП на 2001 рік становило 3,4 млрд $, темп його зростання — 10 %, на душу населення припадає 431 $.
- Прямі закордонні інвестиції (2000) — 748 млн $.
- Імпорт — 3,3 млрд $ (переважно Росія — 21,9 %; Туреччина — 13,8 %; США — 8,0 %; Іран — 4,6 %; Німеччина — 4,5 %).
- Експорт (нафта і нафтопродукти — до 91 % експорту) — 1,2 млрд $ (головним чином Італія — 33,7 %; Росія — 8,9 %; Туреччина — 7,4 %; Грузія — 2,6 %; Іран — 2,4 %).

### Нафтогазова промисловість
Ключовий сектор економіки — нафтогазовий (58 % ВВП). У структурі паливної промисловості нафта і газ займають основне місце. Нафтопродукти у великій кількості експортуються.
Розвідані запаси газу в Азербайджані становлять близько 1,5 трильйона кубометрів газу, найбільше відоме родовище «Шах-Деніз» — запаси понад 1,2 трильйона кубометрів. При цьому в 2007 році країна видобувала лише 28 мільярдів кубометрів.

### Сільське господарство
Другим важливим сектором азербайджанської економіки є сільське господарство. На сільськогосподарські землі припадає 46 % загальної площі країни (близько 50 % з них пасовища). Вирощують зернові, технічні (бавовник, тютюн), субтропічні (гранат, чай, цитрусові, хурма) культури, виноград. Виробляють натуральний шовк.

### Транспорт
Транспорт — залізничний, автомобільний, розвинений трубопровідний. Баку — основне портове місто і перевальний пункт для нафти, нафтопродуктів, лісу. Найбільші міста Азербайджану пов'язані з Баку і між собою. В Баку є міжнародне летовище.

### Армія
Збройні сили Азербайджану (азерб. Azərbaycan Silahlı Qüvvələri) були відновлені згідно Закону Азербайджанської Республіки «Про Збройні Сили Азербайджанської Республіки» від 9 жовтня 1991 року. Азербайджанська Демократична Республіка (АДР) початково утворила свої збройні сили 26 червня 1918 року, однак вони були розпущені після анексії Азербайджану Радянським Союзом, як Азербайджанської Радянської Соціалістичної Республіки від 28 квітня 1920 року. Після розвалу Радянського Союзу у 1991—1992 роках збройні сили були відтворені на основі радянських баз та оснащення, що залишились на території країни. За керівництво ЗС АР відповідає Міністерство оборони Азербайджану.

## Населення

Демографічна крива Азербайджану (в тисячах).

Населення країни становить 9 164 600 осіб (станом на 2011 рік)
| Етнічний склад                                          | Чисельність | Відсоток |
| ------------------------------------------------------- | ----------- | -------- |
| Азербайджанці                                           | 8 152 405   | 95 %     |
| Дагестанці (лезгини, аварці, цахури, хіналугці, будухи) | 542 100     | 2,7 %    |
| Росіяни                                                 | 151 700     | 1,8 %    |
| Талиші                                                  | 75 800      | 0,9 %    |
| Євреї                                                   | 8 000       | 0,09 %   |
| Інші:                                                   | 85 000      | 1 %      |

Згідно з статистичними даними, у 2001 році діти й підлітки у віці до 15 років становили 32 % населення, група економічно активного населення (чоловіки у віці 16—62 років, жінки — 16—57 років) — 59 %, люди пенсійного віку — 9 %.
Високий рівень приросту населення був характерний для Азербайджану в період з 1979 по 1989 роки і становив 1,7 % на рік. У 1990-х роках темпи приросту населення сповільнилися: з 1991 по 1998 рр. вони оцінювалися в 0,5—0,7 % на рік, у 2001 становили 0,4 %. Згідно з даними 2001 року, тривалість життя — 63 роки (58,6 років — для чоловіків і 67,5 — для жінок). Дитяча смертність — 83,08 немовлят на 1000 новонароджених.
51 % населення країни проживає в містах, причому більше половини з них зосереджені у Великому Баку і Сумгаїті. Населення Баку становить 1,817 млн осіб, а всього столичного регіону — 2,072 млн. Другим за кількістю населення містом країни є Гянджа — 301,4 тис., третім — Сумгаїт — 288,4 тис. чоловік. Інші великі міста — Мінгечаур, Ширван, Нахічевань, Ленкорань.

### Демографія
- 1990 — 7 145 600 осіб
- 2010 — 9 000 000 осіб[19]

## Культура
У країні працюють Азербайджанський державний музей килима і народного прикладного мистецтва імені Лятіфа Керімова, Азербайджанський державний музей мистецтв імені Рустама Мустафаєва, Азербайджанський державний музей музичної культури.
У 2011 році Нігяр Джамал разом з Ельдаром Гасимовим брали участь в азербайджанському відборі на Євробачення — Milli Seçim Turu 2010. Дует виграв конкурс з 11 очками, і це надало можливість Нігяр і Ельдару представити Азербайджан на пісенному конкурсі Євробачення 2011, який проходив у травні 2011 року в Дюссельдорфі, Німеччина. Дует здобув переконливу перемогу, отримавши 221 бал. Тоді по 12 балів віддали Азербайджану — Росія, Туреччина, Мальта; 10 балів — Україна, Сан-Марино, Хорватія, Румунія, Молдова.
Пісня «Running Scared» написана шведською авторською командою — Стефаном Орном, Сандрою Б'юрман і Аяном Фаргухансоном. Цей же гурт написав пісню для іншої виконавиці від Азербайджану на «Євробаченні» — Сафурі Алізаде («Drip Drop»).

### Спорт
Азербайджан насамперед відомий своїми борцями у греко-римському і вільному стилях, дзюдоїстами і боксерами. Усі вони на Літніх Олімпійських іграх у Пекіні 2008 року здобули 7 медалей — золото, 2 срібла і чотири бронзи.
Золоті медалі
1. Ельнур Маммадлі Дзюдо 73 кг Чоловіки

Срібні медалі
1. Віталій Рахімов Греко-римська боротьба 60 кг Чоловіки
2. Ровшан Байрамов Греко-римська боротьба 55 кг Чоловіки

Бронзові медалі
1. Мовлуд Міралієв Дзюдо 100 кг Чоловіки
2. Марія Стадник Вільна боротьба 48 кг Жінки
3. Хетаг Газюмов Вільна боротьба 96 кг Чоловіки
4. Шахін Імранов Бокс Напівлегка вага Чоловіки